# 官途奉行
官途奉行（かんとぶぎょう）は、鎌倉幕府・室町幕府において、御家人の叙位任官を職掌とした役職である。

## 鎌倉幕府における官途奉行
そもそも、官途奉行は鎌倉幕府の職制として定められたのがはじまりである。政所の管轄下、代々評定衆に補せられている有力御家人を以ってあてられた。
幕府草創期、御家人の官位は、門葉ないし源氏一門のみが国司となることが許されており、一般の御家人が高い官位を得ることはなかった。しかし、征夷大将軍源頼朝の死後、有力御家人北条時政が将軍岳父の資格で遠江守に任ぜられ、以後、北条氏が正四位下を極位とし、北条一門においても従四位下～従五位下の間で広く叙任が行われた。その他、
- 源氏の棟梁として治部大輔など京職や大国の国司を歴任した足利氏
- 秋田城介や陸奥守などの職にも就いた安達氏
- 諸国の守護を務め近江守や衛府の尉に任ぜられた佐々木氏

など、外様の有力御家人においても五位以上の位階を受ける例が増えた。もっとも、これら有力御家人を除くと鎌倉時代の武士はほとんどが無位無官で過ごし、功なり由緒あるもので六位の左右衛門尉に任ぜられるのが限度であった。
鎌倉幕府における官途奉行の役割は、幕府が武士を統制する上で官位の除目を専権的に取り扱うことにあったと言える。この官途奉行（ひいては鎌倉幕府）の許しを得ず、御家人が勝手に任官することを自由任官といい、処罰の対象となった。その最初の例といえるのが、源頼朝の許しを得ず、検非違使左衛門尉に任ぜられた源義経である。

## 室町幕府における官途奉行
鎌倉幕府における官途奉行は室町幕府においても設置され、引付方の管轄下に置かれた。中原氏の末裔である摂津氏が室町幕府の官途奉行を世襲した。
室町時代は武士の地位は全体的に高くなり、足利将軍家も大臣の座を占めるようになり、有力な大名も従五位下ないし従四位下、ひいては足利一門に匹敵する従三位に昇る例すらあった。室町幕府は有力大名に対し管領・探題・守護・守護代の補任、将軍の偏諱、守護や国人領主の叙位任官の仲介を以って独自の財源を獲得していたこともあり、幕府における武家の官位の取扱はきわめて重要な役割を担っていた。
それが、大きく変革するのは戦国時代である。室町幕府の官途奉行も当初は一定程度、戦国大名の叙位任官や昇叙の推薦に寄与していたが、それでも幕府を介することなく叙位任官する例が増え、戦国大名が独自に朝廷に寄進や官途の推薦を請うようになると官途奉行の意義は衰えていった。